# Croatian International 2019
Die Croatian International 2019 fanden vom 18. bis zum 21. April 2019 in Zagreb statt. Es war die 21. Austragung dieser internationalen Meisterschaften von Kroatien im Badminton.

## Sieger und Platzierte
| Disziplin    | Gold                             | Silber                                   | Bronze                                   |
| ------------ | -------------------------------- | ---------------------------------------- | ---------------------------------------- |
| Herreneinzel | B. M. Rahul Bharadwaj            | Max Weißkirchen                          | Zvonimir Đurkinjak                       |
| Herreneinzel | B. M. Rahul Bharadwaj            | Max Weißkirchen                          | Luka Milić                               |
| Dameneinzel  | Laura Sárosi                     | Tanvi Lad                                | Georgina Bland                           |
| Dameneinzel  | Laura Sárosi                     | Tanvi Lad                                | Ashwathi Pillai                          |
| Herrendoppel | Emil Lauritzen Mads Muurholm     | Philip Illum Klindt Jakob Stage          | Jaromír Janáček Tomáš Švejda             |
| Herrendoppel | Emil Lauritzen Mads Muurholm     | Philip Illum Klindt Jakob Stage          | Philip Birker Dominik Stipsits           |
| Damendoppel  | Debora Jille Alyssa Tirtosentono | Khrystyna Dzhanhobekova Katarina Vargová | Julia Bitsoukova Maryana Viarbitskaya    |
| Damendoppel  | Debora Jille Alyssa Tirtosentono | Khrystyna Dzhanhobekova Katarina Vargová | Anastasiya Cherniavskaya Alesia Zaitsava |
| Mixed        | Emil Lauritzen Iben Bergstein    | Alberto Zapico Lorena Uslé               | Mads Muurholm Berfin Aslan               |
| Mixed        | Emil Lauritzen Iben Bergstein    | Alberto Zapico Lorena Uslé               | Dominik Stipsits Serena Au Yeong         |